# 561-й пушечный артиллерийский полк
561-й пушечный артиллерийский полк — воинская часть Вооружённых Сил СССР в Великой Отечественной войне, также мог фигурировать под названиями 561-й корпусной артиллерийский полк, 561-й армейский артиллерийский полк, 561-й гаубичный артиллерийский полк.

## История
Сформирован в июле 1940 года в Вологде в составе 111-й стрелковой дивизии. На 22 июня 1941 года дислоцируется в Вологде.
В действующей армии во время Великой Отечественной войны с 22 июня 1941 года по 9 июня 1944 года.
С началом войны в составе дивизии начал переброску из Вологды в район Остров — Псков. С 4 по 7 июля 1941 года ведёт бои за Остров, с боями отступает к Пскову, затем к Луге, где заняв позиции на Лужском рубеже до конца августа 1941 года, вместе с дивизией окружён в Лужском котле. Уничтожив материальную часть, личный состав полка выходил из окружения на реку Волхов, где в достаточно большом количестве смог переправиться через реку. Так 29 сентября 1941 года в районе Ямно, в полосе 267-й стрелковой дивизии переправились около 300 человек комсостава и красноармейцев полка.
1 октября 1941 года из состава дивизии выведен и подчинён командованию 52-й отдельной армии. Очевидно, что какое-то время пополнялся и вооружался.
В ходе Тихвинских оборонительной и наступательной операций находится в районе восточнее Малой Вишеры. Вероятно, что закончил укомплектование только в декабре 1941 года когда был переведён в состав артиллерии резерва Главного командования, начал содержаться по штату № 08/63, численностью 1 221 человек личного состава.
С началом Любанской операции поддерживает огнём наступление через Волхов 58-й стрелковой бригады, однако ввиду отсутствия боеприпасов, помощь мог оказать весьма ограниченную. 26 января 1942 года переправлен на западный берег Волхова, занял позиции в районе Мясного Бора, поддерживает 23-ю, 24-ю и 58-ю стрелковые бригады, ведущие наступление на Земтицы — Любцы. 23 марта 1942 года поддерживает действия ударной группы (1218-й стрелковый полк 19-й гвардейской стрелковой дивизии, 1256-й стрелковый полк 378-й стрелковой дивизии, два взвода 4-го инженерного батальона и чуть позднее подошедшая 376-я стрелковая дивизия) по прорыву кольца окружения 2-й ударной армии. До конца августа 1942 года находится на восточном берегу Волхова. Перед началом Синявинской операции начал переброску в район операции, однако сосредоточиться в назначенном районе к началу операции не успел. Вместе с 24-м корпусным артиллерийским полком вошёл в состав артиллерийской группы дальнего действия 8-й армии, поддерживает войска армии в ходе операции.
Принимал участие в Прорыве блокады Ленинграда, поддерживая войска 2-й ударной армии, наступавшей с востока. После прорыва блокады весь 1943 год действует в районе Синявино, в августе 1943 года поддерживает войска, наступавшие на Мгу в ходе Мгинской операции.
На 1944 год полк был вооружён 122-мм пушками. В ходе Ленинградско-Новгородской операции, поддерживая войска 67-й армии, затем 42-й армии, дошёл до подступов к Пскову. Весной 1944 года переброшен на Карельский перешеек для участия в Выборгской операции, но как отдельная часть в боях не участвовал, поскольку перед началом операции, 6 июня 1944 года полк обращён на формирование 47-й гвардейской пушечной артиллерийской бригады.

## Подчинение
| Дата            | Фронт (округ)                                              | Армия                      | Корпус                 | Дивизия (бригада)                                | Примечания                             |
| --------------- | ---------------------------------------------------------- | -------------------------- | ---------------------- | ------------------------------------------------ | -------------------------------------- |
| 22.06.1941 года | Московский военный округ                                   | -                          | 41-й стрелковый корпус | 111-я стрелковая дивизия                         | -                                      |
| 01.07.1941 года | Северо-Западный фронт                                      | 11-я армия                 | 41-й стрелковый корпус | 111-я стрелковая дивизия                         | -                                      |
| 10.07.1941 года | Северо-Западный фронт                                      | 11-я армия                 | 41-й стрелковый корпус | 111-я стрелковая дивизия                         | -                                      |
| 01.08.1941 года | Северо-Западный фронт                                      | Лужская оперативная группа | 41-й стрелковый корпус | 111-я стрелковая дивизия                         | -                                      |
| 01.09.1941 года | Ленинградский фронт                                        | Южная оперативная группа   | 41-й стрелковый корпус | 111-я стрелковая дивизия                         | -                                      |
| 01.10.1941 года | Ленинградский фронт                                        | -                          | -                      | 111-я стрелковая дивизия                         | в этот день выведен из состава дивизии |
| 01.11.1941 года | -                                                          | 52-я отдельная армия       | -                      | -                                                | -                                      |
| 01.12.1941 года | -                                                          | 52-я отдельная армия       | -                      | -                                                | -                                      |
| 01.01.1942 года | -                                                          | 52-я отдельная армия       | -                      | -                                                | -                                      |
| 01.01.1942 года | Волховский фронт                                           | 52-я армия                 | -                      | -                                                | -                                      |
| 01.02.1942 года | Волховский фронт                                           | 52-я армия                 | -                      | -                                                | -                                      |
| 01.03.1942 года | Волховский фронт                                           | 52-я армия                 | -                      | -                                                | -                                      |
| 01.04.1942 года | Волховский фронт                                           | 52-я армия                 | -                      | -                                                | -                                      |
| 01.05.1942 года | Ленинградский фронт (Группа войск Волховского направления) | 52-я армия                 | -                      | -                                                | -                                      |
| 01.06.1942 года | Ленинградский фронт (Волховская группа войск)              | 52-я армия                 | -                      | -                                                | -                                      |
| 01.07.1942 года | Волховский фронт                                           | 52-я армия                 | -                      | -                                                | -                                      |
| 01.08.1942 года | Волховский фронт                                           | 52-я армия                 | -                      | -                                                | -                                      |
| 01.09.1942 года | Волховский фронт                                           | 8-я армия                  | -                      | -                                                | -                                      |
| 01.10.1942 года | Волховский фронт                                           | 8-я армия                  | -                      | -                                                | -                                      |
| 01.11.1942 года | Волховский фронт                                           | 59-я армия                 | -                      | -                                                | -                                      |
| 01.12.1942 года | Волховский фронт                                           | 59-я армия                 | -                      | -                                                | -                                      |
| 01.01.1943 года | Волховский фронт                                           | 2-я ударная армия          | -                      | -                                                | -                                      |
| 01.02.1943 года | Волховский фронт                                           | 2-я ударная армия          | -                      | -                                                | -                                      |
| 01.03.1943 года | Ленинградский фронт                                        | 2-я ударная армия          | -                      | -                                                | -                                      |
| 01.04.1943 года | Ленинградский фронт                                        | 2-я ударная армия          | -                      | -                                                | -                                      |
| 01.05.1943 года | Ленинградский фронт                                        | 2-я ударная армия          | -                      | -                                                | -                                      |
| 01.06.1943 года | Ленинградский фронт                                        | 2-я ударная армия          | -                      | -                                                | -                                      |
| 01.07.1943 года | Ленинградский фронт                                        | 2-я ударная армия          | -                      | -                                                | -                                      |
| 01.08.1943 года | Ленинградский фронт                                        | 67-я армия                 | -                      | -                                                | -                                      |
| 01.09.1943 года | Ленинградский фронт                                        | 67-я армия                 | -                      | -                                                | -                                      |
| 01.10.1943 года | Ленинградский фронт                                        | 67-я армия                 | -                      | -                                                | -                                      |
| 01.11.1943 года | Ленинградский фронт                                        | 67-я армия                 | -                      | -                                                | -                                      |
| 01.12.1943 года | Ленинградский фронт                                        | 67-я армия                 | -                      | -                                                | -                                      |
| 01.01.1944 года | Ленинградский фронт                                        | 67-я армия                 | -                      | -                                                | -                                      |
| 01.02.1944 года | Ленинградский фронт                                        | 67-я армия                 | -                      | -                                                | -                                      |
| 01.03.1944 года | Ленинградский фронт                                        | 42-я армия                 | -                      | -                                                | -                                      |
| 01.04.1944 года | Ленинградский фронт                                        | 23-я армия                 | -                      | -                                                | -                                      |
| 01.05.1944 года | Ленинградский фронт                                        | 8-я армия                  | -                      | -                                                | -                                      |
| 01.06.1944 года | Ленинградский фронт                                        | 21-я армия                 | -                      | 47-я гвардейская пушечная артиллерийская бригада | -                                      |